# Сачхере
Сачхере (груз. საჩხერე) је град у Грузији у регији Имеретија. Према процени из 2014. у граду је живело 6.140 становника.

## Становништво
Према процени, у граду је 2014. живело 6.140 становника.
| 1989. | 2002. | 2014. |
| ----- | ----- | ----- |
| 7.842 | 6.550 | 6.140 |